# Live 8
Live 8 fue una serie de once conciertos que se celebraron simultáneamente el 2 de julio de 2005 en distintos puntos del mundo para combatir la pobreza, mediante la organización Make Poverty History.
Su nombre proviene del recordado concierto Live Aid (concierto benéfico que recaudó unos 79 millones de libras esterlinas para los países pobres, celebrado en 1985) y del G-8. A diferencia de Live Aid, la campaña Live 8 no pretendía recaudar fondos directamente, sino concienciar a las sociedades (especialmente a las de los países del G-8) para que sus gobernantes ayudasen a acabar con la pobreza. Los conciertos fueron realizados pocos días antes de la 31.ª Cumbre del G8, la cual se llevó a cabo en Auchterarder, Escocia.
El marco Live 8 fue impulsado por el cantante, compositor, actor, activista político y filántropo irlandés Bob Geldof.

## Conciertos

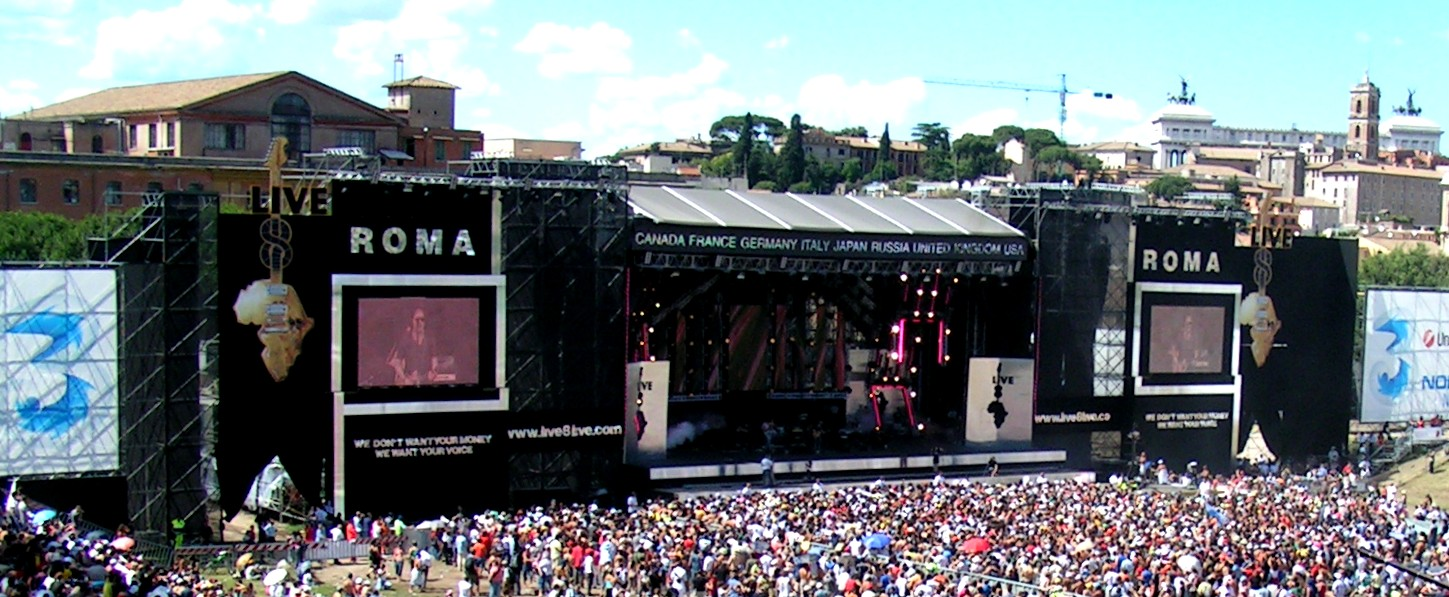
Concierto de Roma.

Se realizaron conciertos en los países miembros del G-8 (Alemania, Canadá, Estados Unidos, Francia, Italia, Japón, Reino Unido y Rusia), más Sudáfrica, en representación de África. Las ciudades en las cuales se realizó el Live 8 fueron:

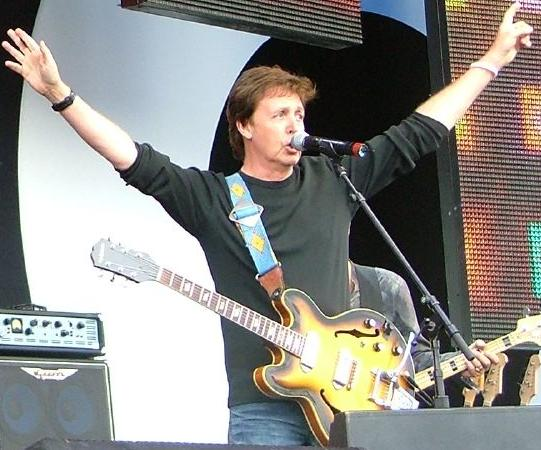
Paul McCartney en el Live 8, 2005, en Londres.

| Ciudades participantes.                    |                                   |                |
| África                                     |                                   |                |
| Mary Fitzgerald Square                     | Johannesburgo                     | Sudáfrica      |
| América                                    |                                   |                |
| Museo de Arte de Filadelfia                | Filadelfia                        | Estados Unidos |
| Park Place                                 | Barrie, en las afueras de Toronto | Canadá         |
| Asia                                       |                                   |                |
| Makuhari Messe                             | Chiba, cerca de Tokio             | Japón          |
| Europa                                     |                                   |                |
| Hyde Park                                  | Londres                           | Reino Unido    |
| Proyecto Edén                              | Cornualles                        | Reino Unido    |
| Murrayfield                                | Edimburgo 1                       | Reino Unido    |
| Siegessäule                                | Berlín                            | Alemania       |
| Circo Máximo                               | Roma                              | Italia         |
| Palacio de Versalles                       | París                             | Francia        |
| Plaza Roja                                 | Moscú                             | Rusia          |
| 1 Este concierto se realizó el 6 de julio. |                                   |                |

## Artistas participantes
| - Richard Ashcroft - Sophie Efron (Richard Ashcroft special invitation) - Mariah Carey - Coldplay - Dido - Bob Geldof - Elton John - Pete Doherty - Keane - The Killers - Annie Lennox - Paul McCartney - Ms. Dynamite - Madonna - George Michael - Youssou N'Dour - Pink Floyd - R.E.M. - Razorlight - Scissor Sisters - Snoop Dogg - Snow Patrol - Stereophonics - Sting - Joss Stone - Travis - U2 - UB40 - Velvet Revolver - The Who - Robbie Williams - Muse - Queen + Paul Rodgers | - 4Peace Ensemble - Jabu Khanyile and Bayete - Lindiwe - Lucky Dube - Mahotella Queens - Malaika - Orchestre Baobab - Oumou Sangaré - Zola - Björk - Def Tech - Do As Infinity - Dreams Come True - Good Charlotte - McFly - Rize - Bravo - B-2 - Pet Shop Boys - Moral Code X - Spleen - Valery Sutkin |

| - Andrea Bocelli con la Philarmonie der Nationen - Alpha Blondy - Axelle Red - Calogero - Cerrone / Nile Rodgers - Craig David - The Cure - Diam's - Dido - Disiz La Peste - Faudel - Florent Pagny - David Hallyday^ - Indochine - Jamiroquai (cancelado) - Kool Shen - Kyo - Louis Bertignac - Magic System - Muse - Placebo - Raphaël - Shakira - Tina Arena - Yannick Noah - Youssou N'Dour - Alicia Keys - Black Eyed Peas - Bon Jovi - Dave Matthews Band - Def Leppard - Destiny's Child - Jay-Z - Josh Groban - Kaiser Chiefs - Kanye West - Keith Urban - Linkin Park - Maroon 5 - Rob Thomas - Sarah McLachlan - Stevie Wonder - Will Smith - Daara J - Dido - Modou Diouf - Chartwell Dutiro - Frititi - Peter Gabriel - Akim El Sikameya - Emmanuel Jal - Johnny Kalsi - Salif Keïta - Angelique Kidjo - Kanda Bongo Man - Thomas Mapfumo & the Blacks Unlimited - Mariza - Coco Mbassi - Maryam Mursal - Youssou N'Dour & Le Super Etoile - Ayub Ogada - Geoffrey Oryema - Shikisha - Siyaya - Tinariwen - The Corrs - Texas - The Proclaimers - Travis - Natasha Bedingfield - Midge Ure - Ronan Keating - Beverly Knight - Bob Geldof | - Biagio Antonacci - Claudio Baglioni - Alex Britti - Cesare Cremonini - Duran Duran - Francesco De Gregori - Elisa - Gemelli Diversi - Faith Hill - Jovanotti - Luciano Ligabue - Fiorella Mannoia - Tim McGraw - Meg - Negramaro - Negrita - Nek - Noa - Orchestra Piazza Vittorio - Mauro Pagani - Laura Pausini - Piero Pelù - Povia - Ron - Stefano Senardi - Tiromancino - Velvet - Antonello Venditti - Le Vibrazioni - Renato Zero - Zucchero - A-ha - Audioslave - BAP - Brian Wilson de los Beach Boys - Chris de Burgh - Crosby, Stills and Nash - Die Toten Hosen - Faithless - Green Day - Herbert Grönemeyer - Joana Zimmer - Juan Diego Flórez - Juli - Katherine Jenkins - Reamonn - Renee Olstead - Roxy Music - Sasha - Silbermond - Söhne Mannheims - Wir sind Helden - Daniel Powter - Bryan Adams - African Guitar Summit - Jann Arden - Barenaked Ladies - Blue Rodeo - Tom Cochrane - Bruce Cockburn - The Bachman Cummings Band - DMC - Céline Dion (vía satélite) - Chuck Berry - DobaCaracol con Kna'an - Great Big Sea - Deep Purple - Les Trois Accords - Gordon Lightfoot - Jet - Mötley Crüe - Our Lady Peace - Sam Roberts - Simple Plan - The Tragically Hip - Neil Young |

## Artistas que rechazaron participar En El Live 8
Así como todos los artistas que estuvieron presentes en el concierto brillaron, algunos otros no quisieron hacerlo por razones personales, entre ellos:
- Status Quo
- Spice Girls[1]
- Oasis
- Radiohead[2]
- The Rolling Stones

## Pink Floyd en Live 8
Después de 24 años separados y de largas disputas judiciales, David Gilmour, Roger Waters, Richard Wright y Nick Mason, los cuatro integrantes de la etapa más famosa de Pink Floyd, volvieron a tocar una vez más juntos en un escenario (también fue la última), durante el concierto realizado en Londres, siendo el momento más visto de todo el evento.

## Coldplay y Ashcroft en Live 8
El 2 de julio de 2005, en el concierto de Live 8 en Hyde Park, Londres, Coldplay invitó a Richard Ashcroft a tocar la canción Bitter Sweet Symphony con ellos en su set. Lo tocaron después de un solo ensayo en Crystal Palace. Ashcroft fue presentado por Chris Martin como "el mejor cantante del mundo" y describió la canción como "la mejor canción que se haya escrito". El 25 de diciembre de 2005, se emitió un documental titulado Live 8: A Bittersweet Symphony reviviendo momentos del día presentando una parte de la actuación de Ashcroft como la música para la banda sonora inicial del espectáculo.

## Relacionado
- Wikimedia Commons alberga una categoría multimedia sobre Live 8.
- Live Aid